# Diagrama de Hertzsprung-Russell

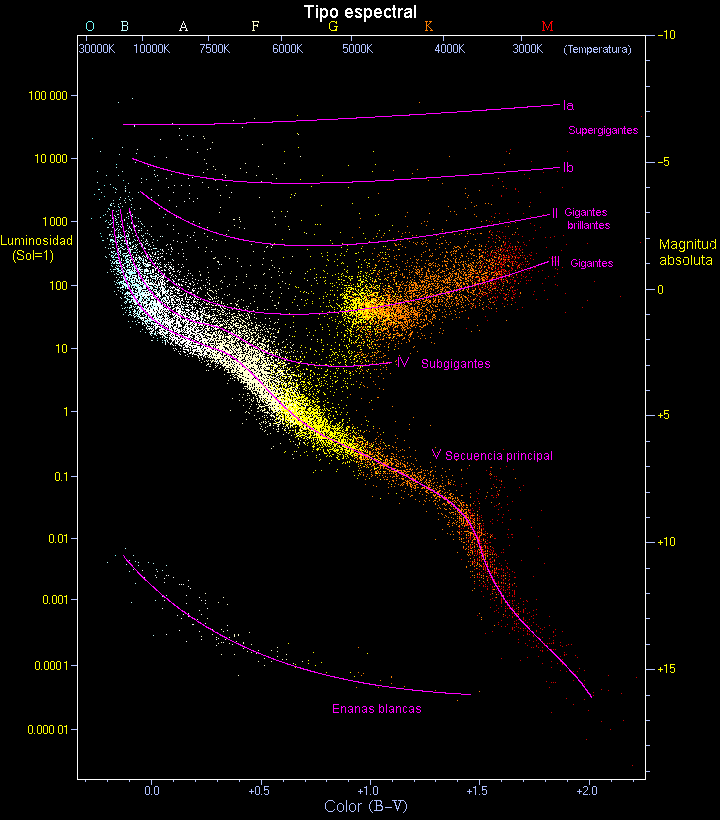
Diagrama de Hertzsprung-Russell.

El diagrama de Hertzsprung-Russell (comúnmente abreviado como diagrama H-R) es un gráfico de dispersión de estrellas que indica la relación entre las magnitudes absolutas o luminosidades de las estrellas en comparación con sus clasificaciones espectrales o las temperaturas efectivas. De forma más sencilla, en el gráfico se traza cada estrella para medir su brillo en comparación con su temperatura (color). 
El diagrama fue creado en 1905 por el astrónomo Ejnar Hertzsprung y, de manera independiente, en 1913 por Henry Norris Russell. El diagrama de Hertzsprung mostraba la luminosidad de las estrellas en función de su color, mientras que el diagrama inicial de Russell mostraba la luminosidad en función del tipo espectral. Ambos diagramas son equivalentes y representan un paso importante hacia la comprensión de la evolución estelar o "la forma en que las estrellas pasan por secuencias de cambios dinámicos y radicales a través del tiempo".

## Antecedentes históricos
A finales del siglo XIX, se llevó a cabo el estudio espectroscópico y fotográfico a gran escala de las estrellas por el Observatorio del Harvard College, donde se realizaron clasificaciones espectrales para decenas de miles de estrellas, culminando finalmente en el Catálogo Henry Draper. En un segmento de esta obra, Antonia Maury incluyó divisiones de las estrellas por el ancho de sus líneas espectrales. Hertzsprung señaló que las estrellas descritas con líneas estrechas tendían a tener movimientos propios más pequeños que las otras de la misma clasificación espectral. Entendió esto como una indicación de mayor luminosidad para las estrellas de línea estrecha, calculando así los paralajes seculares para varios grupos de ellas, lo que permitió estimar su magnitud absoluta.
En 1910 Hans Rosenberg publicó un diagrama trazando la magnitud aparente de las estrellas en el cúmulo de Las Pléyades en contra de los puntos fuertes de la línea K de Calcio y las dos líneas de Balmer del hidrógeno. Estas líneas espectrales sirven como un indicador de la temperatura de la estrella, una forma temprana de la clasificación espectral. La magnitud aparente de las estrellas en el mismo cúmulo es equivalente a su magnitud absoluta y por tanto, este diagrama temprano era efectivamente un gráfico de la luminosidad frente a la temperatura. El mismo tipo de diagrama se utiliza hoy en día como un medio para mostrar las estrellas situadas en cúmulos sin tener que conocer su distancia y luminosidad. Hertzsprung ya había estado trabajando con este tipo de diagrama, pero sus primeras publicaciones mostraron que no fue hasta 1911. Esta fue también la forma del diagrama en la que se estaban utilizando magnitudes aparentes de un grupo de estrellas todas ubicadas a la misma distancia.
Las primeras versiones del diagrama de Russell (1913) incluían a las estrellas gigantes de Maury identificadas por Hertzsprung, que eran aquellas estrellas próximas con paralajes medidos en aquel entonces, estrellas procedentes de las Híades (un cúmulo abierto cercano), y varios grupos en movimiento, por el cual el método del cúmulo en movimiento podía ser utilizado para obtener distancias y con ello obtener las magnitudes absolutas de esas estrellas.

## Formas del diagrama
Hay varias formas del diagrama de Hertzsprung-Russell, y la nomenclatura no está muy bien definida. Todas las formas comparten el mismo diseño en general: las estrellas de mayor luminosidad están situadas en la parte superior del diagrama, y las estrellas con una temperatura superficial elevada están en el lado izquierdo.
El diagrama original mostraba el tipo espectral de las estrellas sobre el eje horizontal y la magnitud visual absoluta en el eje vertical. El tipo espectral no es una cantidad numérica, sino que la secuencia de tipos espectrales es una serie monótona que refleja la temperatura superficial estelar. Versiones observacionales modernas de la tabla de tipos espectrales fueron reemplazadas por un índice de color para las estrellas (los diagramas que se realizaban a mediados del siglo XX eran a menudo de color B-V). Este tipo de diagrama es lo que se suele denominar como un diagrama Hertzsprung–Russell observacional o un diagrama color-magnitud. En casos en que las estrellas son conocidas por estar a distancias iguales, como dentro de un cúmulo estelar, se utiliza a menudo un diagrama color-magnitud para describir las estrellas del cúmulo con un trazado en donde el eje vertical es la magnitud aparente de las estrellas. Para miembros del cúmulo, hay una sola diferencia constante aditiva entre sus magnitudes aparentes y absolutas, llamada módulo de distancia, para todas aquellas estrellas de los cúmulos. Los primeros estudios de cúmulos cercanos abiertos (como las Híades y Las Pléyades) realizados Hertzsprung y Rosenberg produjeron el primer diagrama color-magnitud, anterior por unos años a la síntesis influyente de Russell del diagrama que recopilaba datos para todas las estrellas cuyas magnitudes absolutas se pudieron determinar.
Otra forma de diagrama traza la temperatura superficial efectiva de la estrella en un eje y la luminosidad en el otro, casi invariablemente en un gráfico de representación logarítmica. Los cálculos teóricos de la superficie estelar y la evolución de las estrellas producen gráficos que concuerdan con los de las observaciones. Este tipo de diagrama podría ser llamado diagrama de temperatura-luminosidad, pero este término casi nunca se utiliza; cuando se hace la distinción, esta forma es llamada en su lugar diagrama teórico Hertzsprung–Russell. Una característica peculiar de esta forma de diagrama HR es que las temperaturas están representadas desde una temperatura elevada a una baja temperatura, que ayuda en la comparación de esta forma de diagrama HR con la forma observacional.

## Interpretación

Diagrama HR con la franja de inestabilidad y sus componentes resaltados.

La mayoría de las estrellas ocupan la región del diagrama a lo largo de la línea llamada secuencia principal. Durante la etapa de su vida en la que las estrellas se encuentran en la línea de la secuencia principal, están fusionando hidrógeno en sus núcleos. La siguiente concentración de estrellas se encuentra en la rama horizontal (fusión de helio en el núcleo y combustión de hidrógeno en una envoltura que rodea al núcleo). Otra característica destacada es la brecha de Hertzsprung situada en la región entre el tipo espectral A5 y G0 y entre +1 y -3 magnitudes absolutas (es decir, entre la parte superior de la secuencia principal y las gigantes de la rama horizontal). Las estrellas variables RR Lyrae se encuentran a la izquierda de este hueco, en una sección del diagrama denominada franja de inestabilidad. Las variables cefeidas también se encuentran en la franja de inestabilidad, a mayor luminosidad.
Los científicos pueden utilizar el diagrama H-R para medir aproximadamente la distancia a la que se encuentra un cúmulo estelar o una galaxia de la Tierra. Para ello, se comparan las magnitudes aparentes de las estrellas del cúmulo con las magnitudes absolutas de estrellas con distancias conocidas (o de estrellas modelo). El grupo observado se desplaza entonces en dirección vertical, hasta que las dos secuencias principales se solapan. La diferencia de magnitud que se ha salvado para hacer coincidir los dos grupos se denomina módulo de distancia y es una medida directa de la distancia (ignorando la extinción). Esta técnica se conoce como ajuste de la secuencia principal y es un tipo de paralaje espectroscópico. No sólo se puede utilizar el apagado de la secuencia principal, sino también la punta de las estrellas de la rama gigante roja.

### El diagrama visto por la misión Gaia de la ESA
La misión Gaia de la ESA mostró varias características en el diagrama que no se conocían o que se sospechaba que existían. Encontró una brecha en la secuencia principal que aparece para Enanas M y que se explica con la transición de un núcleo parcialmente convectivo a un núcleo totalmente convectivo. Para las enanas blancass el diagrama muestra varias características. En este diagrama aparecen dos concentraciones principales siguiendo la secuencia de enfriamiento de las enanas blancas que se explican con la composición atmosférica de las enanas blancas, especialmente las atmósferas dominadas por hidrógeno frente a helio de las enanas blancas. Una tercera concentración se explica con la cristalización del núcleo del interior de las enanas blancas. Esto libera energía y retrasa el enfriamiento de las enanas blancas.

## Papel en el desarrollo de la física estelar

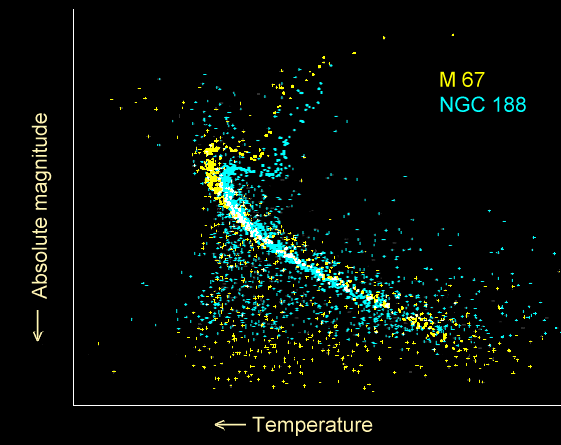
Diagramas HR de dos cúmulos abiertos, M67 y NGC 188, que muestran el apagado de la secuencia principal a diferentes edades

La contemplación del diagrama llevó a los astrónomos a especular que podría demostrar la evolución estelar, siendo la principal sugerencia que las estrellas colapsaban de gigantes rojas a estrellas enanas, para luego descender a lo largo de la línea de la secuencia principal en el transcurso de sus vidas. Por tanto, se pensaba que las estrellas irradiaban energía convirtiendo la energía gravitatoria en radiación a través del mecanismo de Kelvin-Helmholtz. Este mecanismo dio como resultado una edad del Sol de sólo decenas de millones de años, lo que creó un conflicto sobre la edad del Sistema Solar entre los astrónomos y los biólogos y geólogos que tenían pruebas de que la Tierra era mucho más antigua que eso. Este conflicto no se resolvió hasta la década de 1930, cuando se identificó la fusión nuclear como fuente de energía estelar.
Tras la presentación del diagrama por Russell en una reunión de la Royal Astronomical Society en 1912, Arthur Eddington se inspiró en él para utilizarlo como base para desarrollar ideas sobre  física estelar. En 1926, en su libro La constitución interna de las estrellas explicó la física de cómo las estrellas encajan en el diagrama. El artículo anticipaba el posterior descubrimiento de la fusión nuclear y proponía correctamente que la fuente de energía de la estrella era la combinación de hidrógeno en helio, liberando una enorme energía. Se trataba de un salto intuitivo especialmente notable, ya que en aquella época aún se desconocía la fuente de energía de una estrella, no se había demostrado la existencia de la energía termonuclear e incluso no se había descubierto que las estrellas están compuestas en su mayor parte por hidrógeno (véase metalicidad). Eddington consiguió eludir este problema concentrándose en la termodinámica de la transporte radiativo de energía en los interiores estelares. Eddington predijo que las estrellas enanas permanecen en una posición esencialmente estática en la secuencia principal durante la mayor parte de su vida. En las décadas de 1930 y 1940, con la comprensión de la fusión del hidrógeno, surgió una teoría respaldada por pruebas de la evolución a gigantes rojas, tras la cual se especuló con casos de explosión e implosión de los restos a enanas blancas. El término nucleosíntesis de supernovas se utiliza para describir la creación de elementos durante la evolución y explosión de una estrella pre-supernova, un concepto propuesto por Fred Hoyle en 1954. La mecánica cuántica, la matemática pura y los modelos de mecánica clásica de los procesos estelares permiten anotar en el diagrama de Hertzsprung-Russell las trayectorias convencionales conocidas como secuencias estelares—se siguen añadiendo ejemplos más raros y anómalos a medida que se analizan más estrellas y se consideran modelos matemáticos.